# Про щенка
«Про щенка» — советский кукольный мультипликационный фильм, созданный режиссёром Борисом Аблыниным по сценарию Юрия Яковлева на киностудии «Союзмультфильм» в 1979 году.

## Сюжет
Маленький белый щенок задаётся вопросом о том, зачем ему кусаться. Он отправляется на поиски ответа, встречая на своём пути бобра, кабана, волка, слона и корову, которые используют свои зубы для различных целей. Но ни одно из животных не может дать щенку точного ответа на его вопрос.
В конце концов, после встречи с ними, щенок понимает, что каждое животное использует свои зубы в соответствии с его природой и потребностями. На самом деле, для щенка нет необходимости кусать кого-либо, так как у него есть другие способы общения и защиты.

## Роли озвучивали
- Иннокентий Смоктуновский — Щенок
- Сергей Мартинсон — Ворон
- Зиновий Гердт — Волк
- Лев Дуров — Бобёр
- Юрий Волынцев — Кабан
- Нина Шмелькова — Цыплёнок

## Создатели
- Автор сценария: Юрий Яковлев
- Режиссёр: Борис Аблынин
- Художники-постановщики:
  - Евгения Боголюбова
  - Людмила Танасенко
- Художник-мультипликатор: Сергей Олифиренко
- Оператор: Владимир Сидоров
- Композитор: Ивар Арсеев
- Куклы и декорации изготовили:
  - Валентин Ладыгин
  - Олег Масаинов
  - Владимир Аббакумов
  - Александр Горбачёв
  - Павел Гусев
  - Галина Филиппова
  - Марина Чеснокова
  - Семён Этлис
- под руководством: Владимира Кима
- Редактор: Наталья Абрамова
- Музыкальный редактор: Нина Савичева
- Монтажёр: Надежда Трещёва
- Звукооператор: Сергей Абельдяев
- Ассистенты: Игорь Дианов, Елена Гаврилко
- Директор картины: Глеб Ковров

## Фестивали
Мультфильм получил приз на Всесоюзном кинофестивале в Ашхабаде (1979).

## Издания
В 2005 году мультфильм был выпущен на DVD киновидеообъединением «Крупный план» (сборник «Барбос и компания»).